# Hankasalmi
Hankasalmi est une municipalité du centre de la Finlande, dans la région de Finlande-Centrale.

## Géographie
Hankasalmi est située au centre de la région des lacs, dans le sud de la Finlande, sur la limite orientale de la région de Finlande-Centrale, jouxtant les régions de Savonie du Nord et Savonie du Sud.
La commune est étendue et largement forestière, s'étendant sur 687,77 km2. Les lacs sont tout aussi omniprésents que pour les communes voisines. Ils occupent 17 % de la superficie totale et comptent plus de 500 km de berges.
Les municipalités voisines sont Toivakka au sud-ouest, Jyväskylän maalaiskunta à l'ouest, Konnevesi au nord, Rautalampi au nord-est (Savonie du Nord), Pieksämäki à l'est et Kangasniemi au sud (toutes deux en Savonie du Sud).

## Population
En 2010, Hankasalmi compte 5 546 habitants. Le plus important village est le centre administratif historique mais il ne regroupe que 30 % de la population totale. Il est de taille comparable à la deuxième zone d'habitation, distante de 10 km, et qui entoure la gare. Un troisième village, Niemisjärvi, compte un peu plus de 700 habitants (13 % du total) et les 9 autres villages se répartissent les autres résidents (plus de 25 %). Cette répartition inhabituelle de la population s'explique par l'abondance d'axes de communication dans la commune.
Depuis 1980, l'évolution démographique de Hankasalmi est la suivante, :
| Année      | 1980  | 1985  | 1990  | 1995  | 2000  | 2005  |
| ---------- | ----- | ----- | ----- | ----- | ----- | ----- |
| population | 6 144 | 6 109 | 6 070 | 5 991 | 5 745 | 5 588 |

| Année      | 2010  | 2015  | 2020  |
| ---------- | ----- | ----- | ----- |
| population | 5 542 | 5 240 | 4 858 |

## Transports
La commune est traversée par deux axes routiers importants, la nationale 9 (E63) entre Turku et Kuopio et la nationale 23, qui part de Hankasalmi et file plein est jusqu'à Joensuu via les villes de Pieksämäki et Varkaus.
La voie ferrée entre Kuopio et Jyväskylä traverse aussi la commune.

### Distances
- Helsinki 320 km
- Jyväskylä 45 km
- Kuopio 95 km
- Mikkeli 115 km
- Pieksämäki 40 km
- Suonenjoki 50 km
- Varkaus 80 km

## Économie
Comme beaucoup de municipalités rurales de Finlande du centre ou de l'est, Hankasalmi souffre d'une économie trop peu diversifiée, avec un taux de chômage régulièrement supérieur à 15 % et une population en baisse continue depuis 1957.

## Jumelages
| Ville | Ville       | Pays | Pays    |
| ----- | ----------- | ---- | ------- |
|       | Häädemeeste |      | Estonie |
|       | Karmøy      |      | Norvège |
|       | Mjölby      |      | Suède   |

## Personnalités
- Vilho Ylönen, médaillé olympique

## Galerie

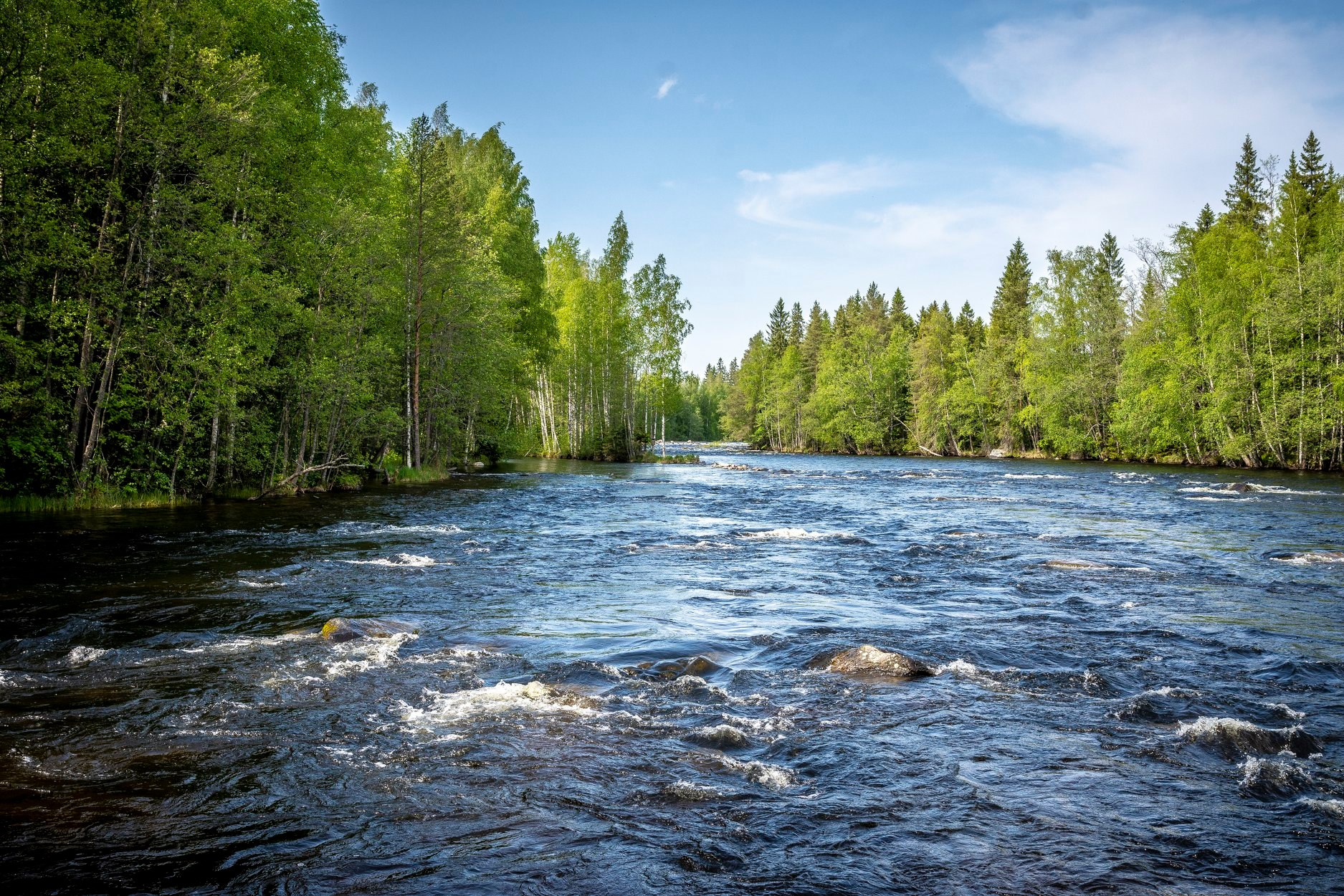
Rapides de Konnevesi.
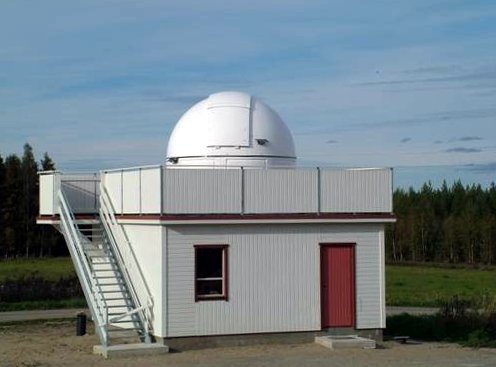
L'observatoire.
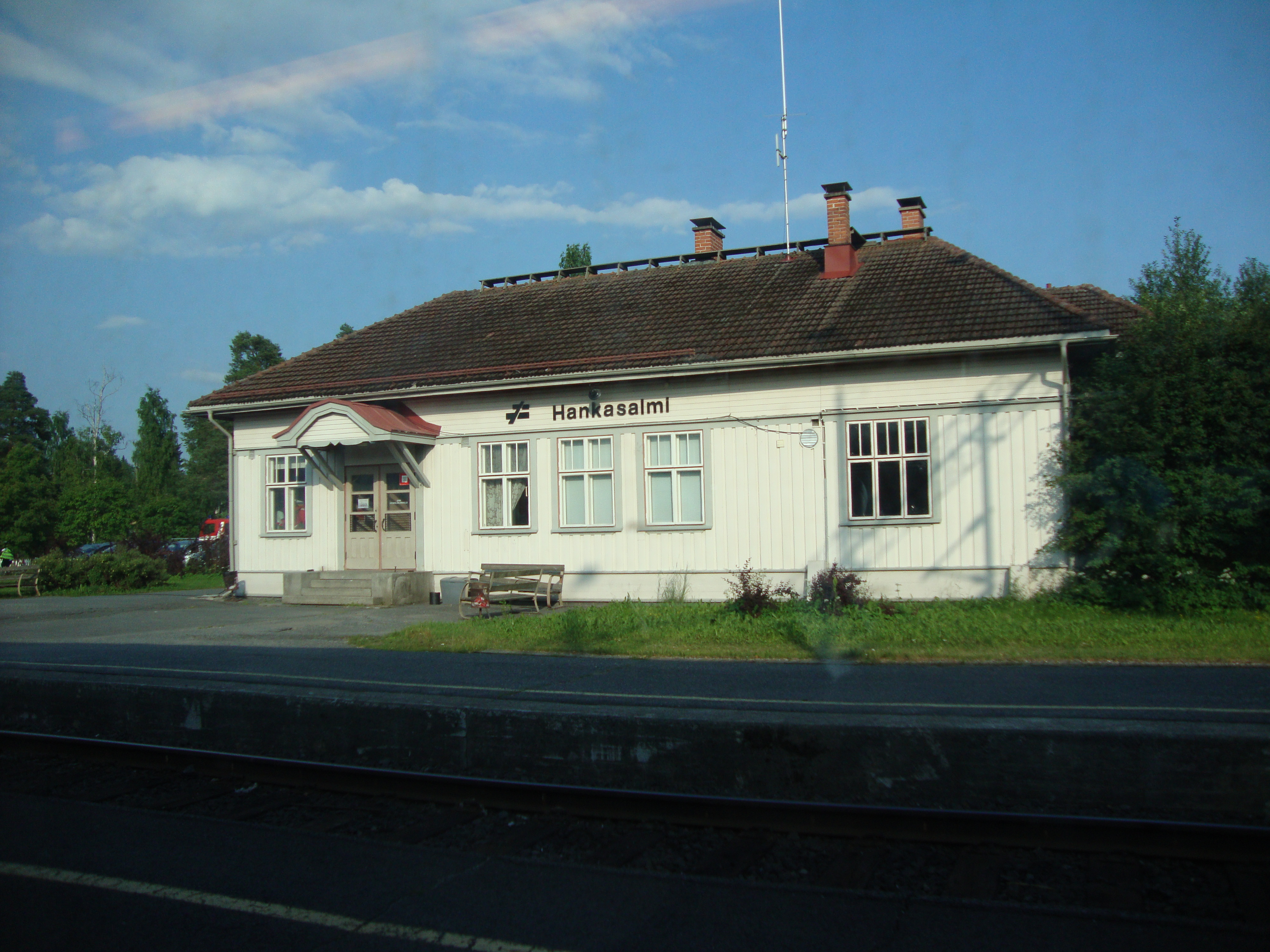
Gare d'Hankasalmi.
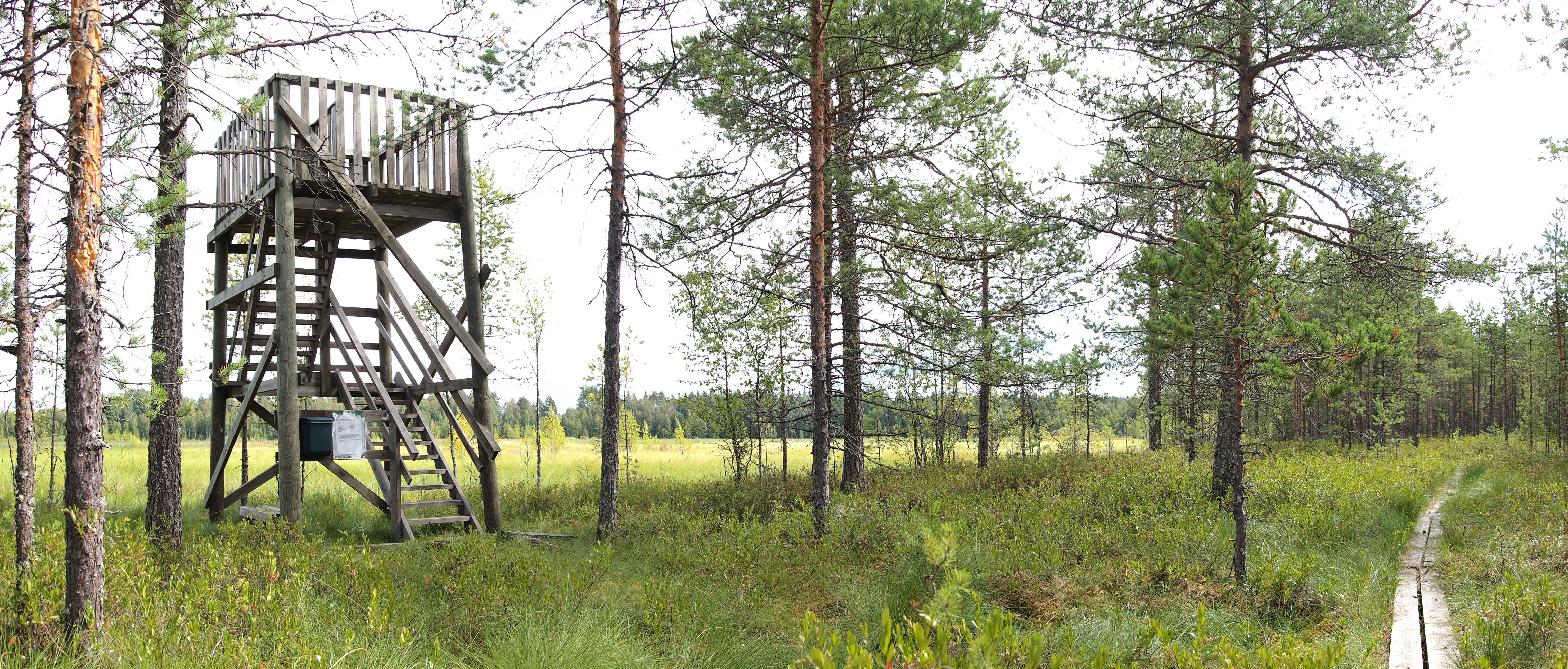
Observatoire d'oiseaux du Keskisenlampi.
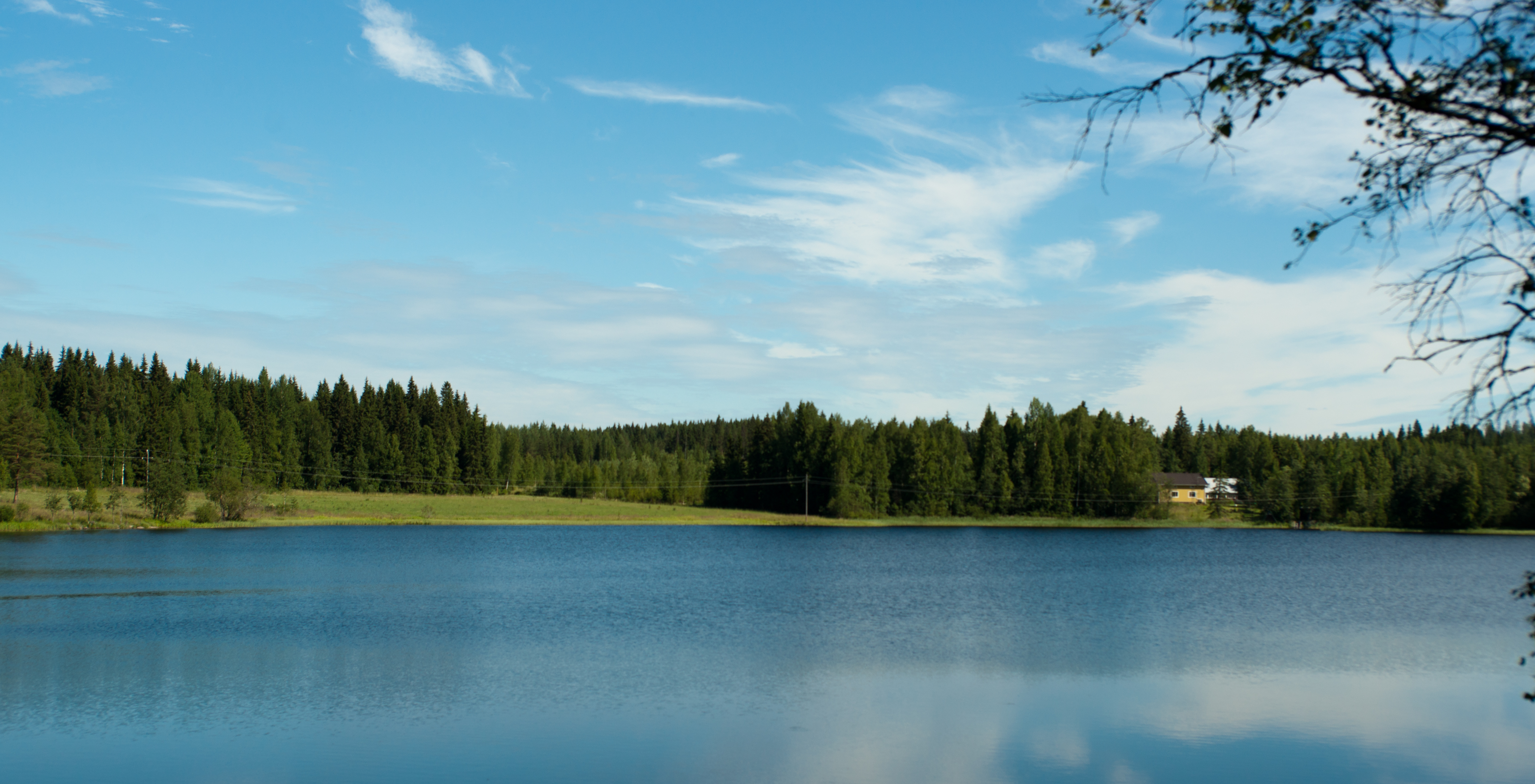
Säkinlampi.
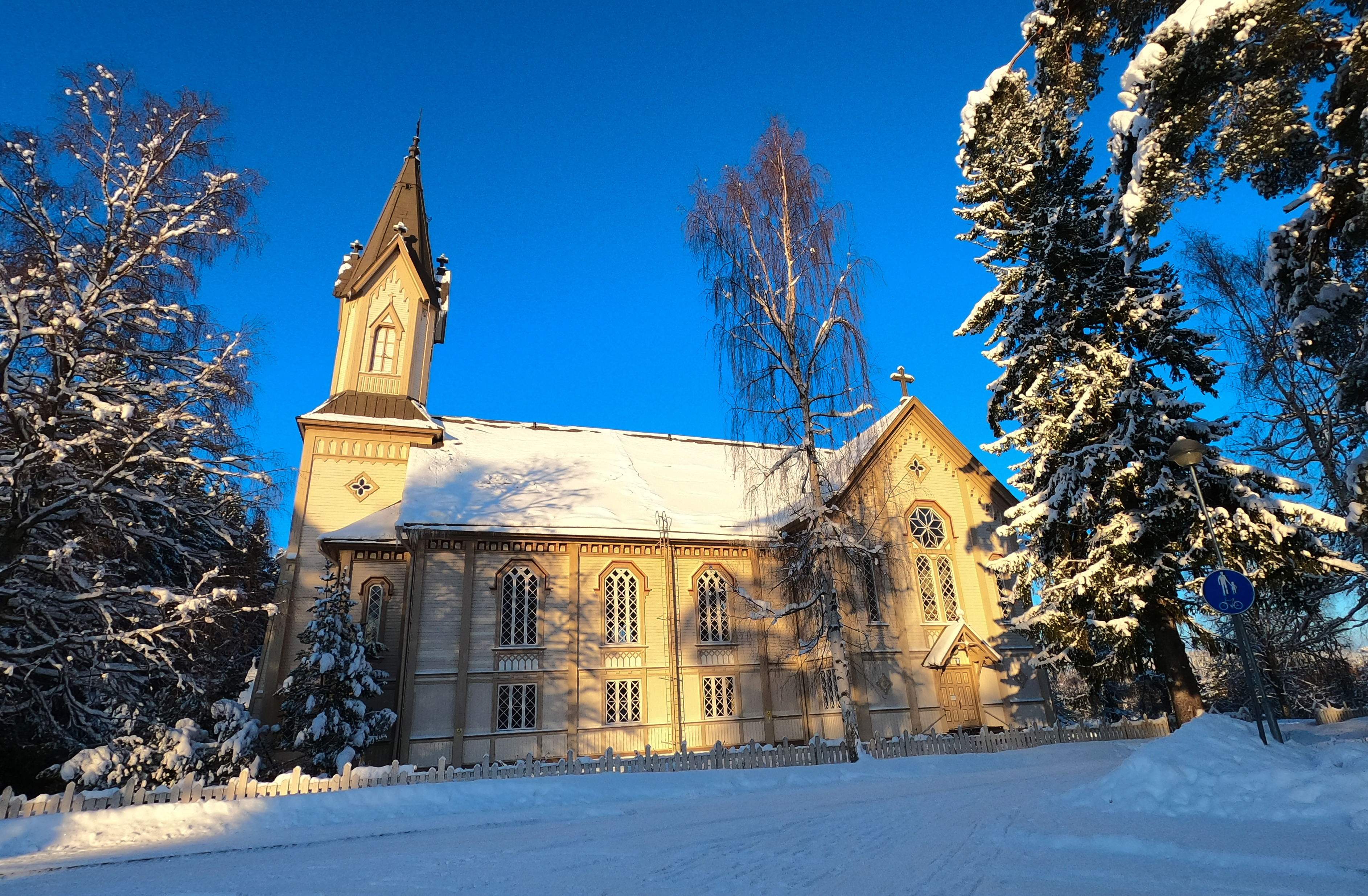
Église d'Hankasalmi.